# Cantón Ambato
Cantón Ambato är en kanton i Ecuador.   Den ligger i provinsen Tungurahua, i den centrala delen av landet, 110 km söder om huvudstaden Quito. Antalet invånare är 329 856. Arean är 1 009 kvadratkilometer.
Terrängen i Cantón Ambato är huvudsakligen bergig, men åt nordväst är den kuperad.